# 윤태영 (배우)
윤태영(尹泰榮, 1974년 10월 9일~)은 대한민국의 배우이고, 경북 영천 생이다.

## 생애
경상북도 영천군에서 태어났고, 서울 상문고등학교 2학년을 중퇴하자마자 미국에 유학하여 이후 일리노이웨슬리안 대학교 경영학과를 경영학 학사 졸업하였다. 윤태영의 아버지는 윤종용 삼성전자 고문이다. 아버지는 윤태영이 연예계에 들어가는 것을 매우 반대했다. 부모 몰래 1996년 뮤지컬 배우로 첫 데뷔해, 1997년 SBS 드라마 아름다운 그녀를 통하여 SBS 특채 연기자로 정식 데뷔하였다.
그 이후 1998년 MBC 시트콤 《여자 대 여자》의 초단역(마카오 청년 교포 김동길 역) 등을 거쳐, 1999년 MBC 드라마 《왕초》에서 준조연(맨발 ; 극중 본명 임만발 역)으로 연기했고, 특유의 스멀스멀한 목소리와 깨알같은 느낌의 캐릭터로 유명해지면서 인지도 있는 스타로 발돋움 하게 된다. 이후 같은 해에 1999년 MBC 시트콤 《점프》를 비롯해, 각종 드라마, 영화에서 조연급으로 꾸준히 얼굴을 내 비추며 활동하고 있다.

## 드라마 출연

### 타방송사
- 2016년 OCN 《동네의 영웅》 ... 윤상민 역

### KBS
- 2003년 KBS2 《저 푸른 초원 위에》 ... 차태만 역
- 2003년 KBS2 《진주 목걸이》 ... 황준혁 역
- 2006년 KBS2 《특수수사일지: 1호관 사건》 ... 김한수 역
- 2014년 KBS2 《KBS 드라마 스페셜 - 마지막 퍼즐》 ... 이재호 역

### MBC
- 1998년 MBC 《여자 대 여자》 ... 김동길(포르투갈령 마카오 이민 14년차 한인 교포 겸 유학생) 역
- 1999년 MBC 《미찌꼬》
- 1999년 MBC 《왕초》 ... 임만발(맨발) 역
- 1999년 MBC 《점프》 ... 윤태영 역
- 2001년 MBC 《매일 그대와》 ... 조명우 역
- 2001년 MBC 《그 여자네 집》 ... 흥남 역
- 2001년 MBC 《호텔리어》 ... 김윤희를 납치하는 남자 역(우정출연)
- 2001년 MBC 《선희 진희》 ... 윤상원 역
- 2002년 MBC 《베스트극장 - 우연》
- 2002년 MBC 《막상막하》 ... 2소대장 김태훈 중위 역
- 2007년 MBC 《태왕사신기》 ... 연호개 역
- 2009년 MBC 《2009 외인구단》 ... 오혜성 역
- 2011년 MBC 《심야병원》 ... 외과 전문의 허준 역
- 2013년 MBC 《제왕의 딸 수백향》 ... 구천 역
- 2014년 MBC 《야경꾼 일지》 ... 조상헌 역

### SBS
- 1997년 SBS 《아름다운 그녀》 ... 일본 프로복서 마사오 역
- 1998년 SBS 《사랑해 사랑해》 ... 재구 역
- 2000년 SBS 《덕이》 ... 이호영 역
- 2002년 SBS 《명랑소녀 성공기》 ... 송석구 역
- 2023년 SBS 《7인의 탈출》... 강기탁 역
- 2024년 SBS 《7인의 부활》... 강기탁 역

### 영화 출연
- 《천사몽》(2001), 이세신(샤닐) 역
- 《강력3반》(2005), 범죄자 서태두 역
- 《미스터 소크라테스》(2005), 조 변호사 역

### TV 프로그램(MC)
- JTBC 《퀴즈의 신》(2013)

### 라디오 프로그램(진행, 출연)
- 《EBS 책 읽는 라디오 낭독 시리즈》(2015년 EBS FM)

## 수상 경력
- 1999년 MBC 연기대상 남자 신인상
- 2000년 제36회 백상예술대상 TV부문 남자 신인연기상
- 2002년 제38회 백상예술대상 TV부문 인기상
- 2003년 제39회 백상예술대상 TV부문 인기상
- 2011년 MBC 드라마대상 특별상
- 2012년 한일문화대상 문화외교부문